# Saraska

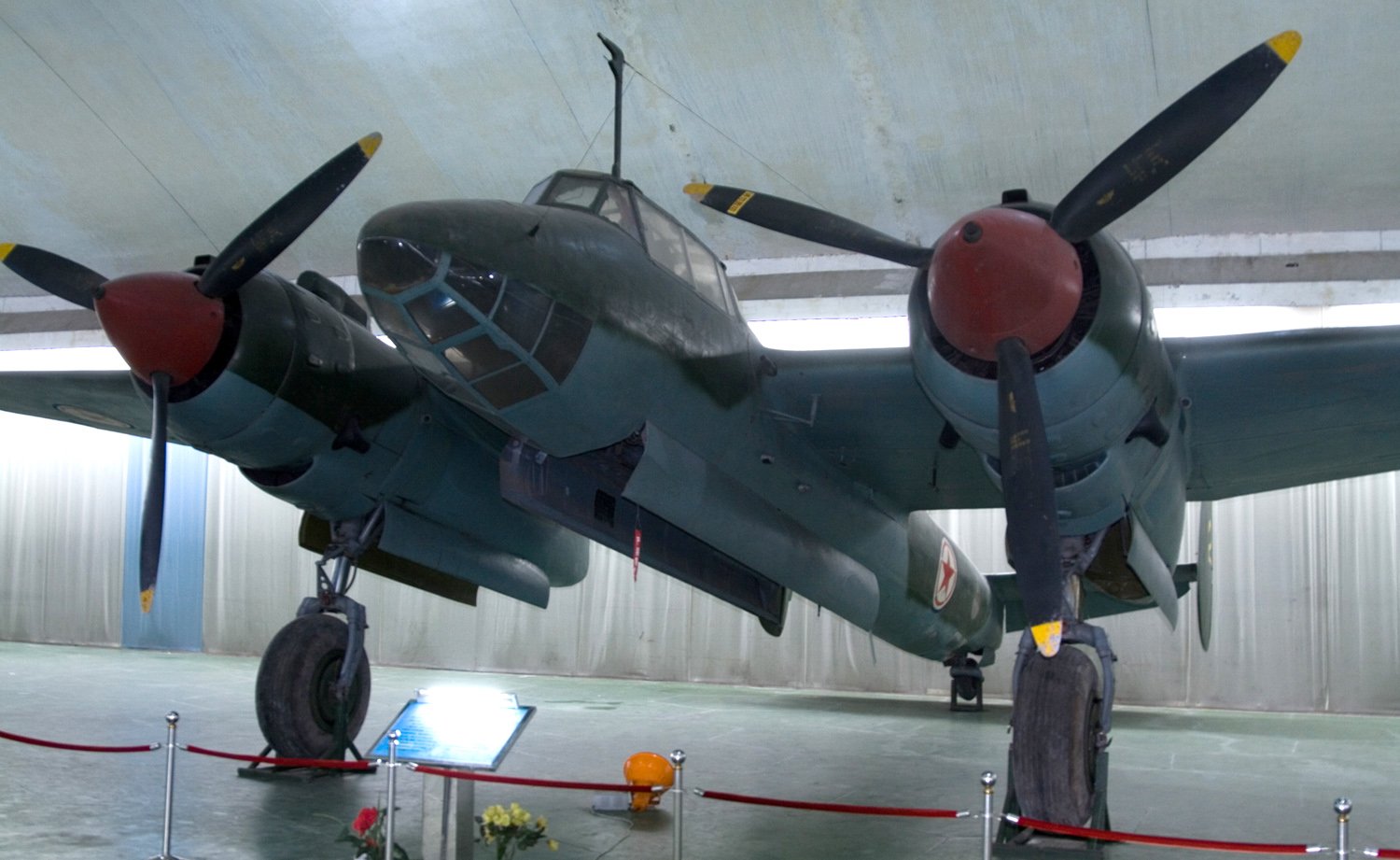
A második világháborúban használt Tu–2 bombázót bebörtönzött, kényszermunkás mérnökök tervezték

A saraska (шарашка, orosz szleng kifejezésből) a gulag – a sztálini Szovjetunió kényszermunkatábora – egy speciális formája, melyet kifejezetten a jelentős tudósok és mérnökök részére alakítottak ki, titkos tervezőiroda. Politikai okok miatt számos kiváló értelmiségit ítéltek sok év kényszermunkára. Ugyanakkor a Szovjetuniónak szüksége volt az elítéltek alkotómunkájára, különösen, ha szakterületük szorosan kapcsolódott a hadiipari fejlesztésekhez. Ezt az ellentmondást oldotta fel a saraska, ahol az elítéltek a külvilágtól és családjuktól elzárt rabként tudományos kutató-fejlesztő csoportokat hoztak létre, és érdemi munkát folytattak.
A saraskákban az életkörülmények jobbak voltak, mint a Gulag többi táborában. Nem volt fizikai munka, és az államnak érdeke volt, hogy a rabok életét és munkaképességét fenntartsa. A rabok által írt tudományos publikációk rendszerint a valódi szerzők nevének feltüntetése nélkül jelentek meg. Szerzőként más, a rendszer által kegyelt tudósok neveit tüntették fel. A valódi szerzők gyakran máig ismeretlenek.

## Néhány ismert fogvatartott
- Roberto Oros di Bartini, az Osztrák–Magyar Monarchiából származó repülőgép-tervező
- Szergej Pavlovics Koroljov, a szovjet rakéta- és űrprogramok első vezetője
- Valentyin Petrovics Glusko rakétatervező mérnök, a szovjet űrprogram kiemelkedő alakja
- Andrej Nyikolajevics Tupoljev repülőgép-tervező, a Tupoljev tervezőiroda alapítója és vezetője
- Vlagyimir Petljakov, a Petljakov katonai repülőgépek tervezője
- Vlagyimir Mihajlovics Mjasziscsev, a Mjasziscsev katonai repülőgépek tervezője
- Helmut Gröttrup német rakétamérnök a Peenemünde laboratóriumból
- Nyikolaj Tyimofejev-Reszovszkij, genetikus és radiobiológus
- Mihail Levin sugárfizikus
- Lev Zilber, a rák vírusos eredetéről szóló elmélet megalkotója
- Nyikolaj Dollezsal gépészmérnök, atomreaktorok tervezője

## Jelentősége
A második világháború alatt és után több jelentős szovjet katonai repülőgéptípust rabszolgaságban élő, bebörtönzött tudósok csoportjai terveztek. Hasonlóképpen, a szovjet atombomba- és hidrogénbomba-fejlesztés is nagyrészt a gulagrendszer terméke, hiszen ez tartotta kézben a teljes uránipart.

## Magyar vonatkozások
Határ Győző 1956-os angliai emigráns író, költő, műfordító eredeti szakmáját tekintve építészmérnök volt. 1950 elején tiltott határátlépés bűntettével fogták el és mintegy 11 hónapra a Szegedi Fegyház és Börtönbe (Csillag) került, onnét pedig a budapesti Gyűjtő Kisfogházába, ahol egy titkos mérnöki irodában dolgozott hónapokig. Önéletírásában így emlékezik vissza a titkos tervezőrészlegre:
A Gyűjtő Kisfogházának első emeletén, tágas, barátságos zárka, szalmazsák sehol. Elképzelhetetlen fényűzés: ágyak mindenkinek. Heherészés, értesülések kicserélése, félszeg félbeszélgetések; bemutatkozás. Mindenki ismeretlen, de hamar helyrerázódunk, a vonzrokonság meg a mesterség cinkossága alapján: ki gépész, ki építész, ki kultúrmérnök; mindenki műszaki diplomás értelmiség.

(...)
Gané lesittelt rossz káder osztályellenség ne várja, hogy mérnökurazzák, és ne képzelje magáról a kurvaistállóját, hogy hímeltojás, hát még ha diplomás az istenverése…  De ha Őfelsége az Állam célirányosnak találja, hogy a lesittelt diplomások ne csak a töküket vakarják szétszórva az ország hetven börtönintézetében, hanem a Kisfogház titkos mérnöki irodáján műszaki tudásukat a Népköztársaság rendelkezésére bocsássák, akkor nem lehet megtagadni azt az ösztönös tiszteletadást, ami a „kiemelt munkaerőnek” kijár.
(...)
Ez volt az a titokzatos műszaki Paradicsom s nem véletlenül mondom annak, mert volt ott minden, az akkor kapható legkorszerűbb óriás rajztábláktól-vonalzóktól-rajzeszközöktől a vázlatpapírig minden, sőt, ezen a mindenen túl: írógép, műszaki könyvtár, segédletek, szótárak, műszaki lexikon különféle nyelveken, mérnöki, építészeti folyóiratok a világ minden tájáról. (...) Három tágas zárkát összeütöttek, ez volt a rajzterem, de a mi emeletünkön; a folyosón és a hálótermekben egész nap szabadon közlekedhettünk a zárkák nem voltak bezárva. Így volt ez a hét minden napján, a pénteket kivéve. 
(...) 
A Gyűjtő főépületből és jó néhány melléképületből áll; s ezek egyike a Kisfogház, monarchiabeli, egyemeletes, csinoska ügyeske épület, de senki sem nevezte így és a börtönfáma úgy ismerte, hogy: a Halálos Ház. (...) Az emeleten volt a rabmérnökök Paradicsoma; a földszinten a siralomház – a halálraítéltek zárkasora. A péntek volt az akasztások napja. Minden pénteken „helyrebillent” a világ, sittesekben-smasszerekben visszabillent a lélek s megtetszett a poklos valóság bennük-körülöttük. (...) Pénteken egész nap be voltunk zárva. (...) Mi meg, nyomorultul, mérnökből visszavedlettünk senki-semmi emberré, lesittelt kertitörpévé, megtiport mütyürke emberré. Pisszegő-beszéd, összevillanó tekintetek. Elparancsolhattak az ablaktól, de a fülünket nem önthették ki viasszal. Annyiszor hallottuk, hogy mozzanatról-mozzanatra, minden kivégzés megjelent lelki szemeink előtt.
(...) Már másnap mintha mi sem történt volna: jámbor fegyőrök ők, megröstellik a jóindulatot; szemérmesen összenyitják a zárkát. (...) Mert péntekről szombatra virradólag, nyájas, paradicsomi munkanap van, bíbelődés-játszadozás és boldogoskodás; de a hozzávezető péntek a kivégzés napja volt és a kivégzetteké – – – hogy ezt a műszaki Paradicsomot csak Hieronymus Bosch tudná megfesteni.
(...)
Mint-s-hogyan volt a titkos iroda munkája megszervezve s voltaképp hogy miféle munka, mi haszonnal járó szolgáltatásunk volt a Népköztársaságnak fontosabb, mint a mi evilági elkárhozásunk. (...) A külső összekötő (...) soha nem árulta el, melyik állami tervezőirodának dolgozunk, ez hivatalból; mindvégig hivatali titok volt-és-maradt. 
(...) 
Az eleinte lassan szivárgó munkából nekem elsőül fordítói feladat jutott. Leírhatatlan boldogsággal ültem ismét írógép elé, akármilyen öreg tragacs volt ez az özönvíz előtti Remington Silenta. (...) Olajipari szakmunkát fordítottam, földolaj-kitermelésről, olajfinomításról, lehetett jó 400 oldal. (...) Erődítések a jugoszláv határra, kaszárnyák típusterve – beletekinthettem hát a Nagy Titokba. (...) Az őrök is ott csellengtek a rajztáblák között, közönyös-fölényesen, utálkozva a senki-semmi sittesen, de paraszti tisztelettel a varázsló iránt, aki körzővel-vonalzóval-logarléccel bánni tud; rendszerint hamar elunták s lecövekeltek a folyosón, vagy elüldögéltek az ajtónál, ha odahúztak maguknak egyet az üres székekből. Építettük a Népköztársaság honvédelmét.
(...) 
A smasszerek rég hozzászoktak, hogy oda-odaülök az írógép elé s ki se járta volna az eszük, hogy firtassák, ugyan mi az, amit kopogtatok – olajvezeték-méretezés vagy vers. Vasidegeim voltak, rákondicionáltam magam a rajztermi zsibogásra, varázskört húztam magam körül s az volt a magány. Itt is született néhány apróság, vers-próza, szonett, miegymás.
(...) 
„Összekötőnk” látogatásai gyérülni kezdtek. Ha jött is, egyre zárkózottabban térült-fordult, mogorván nézegette a vázlatokat és nem javított. (...) A mérnöki iroda rutinja megbomlott; majd amikor mérnököcskénk látogatásai végképp elmaradtak s ezzel az ismeretlen Állami Tervezőirodával minden szálunk megszakadt, a rutin végképp felborulással fenyegetett. (...)
– Nem szabad, hogy az őrség megorrontson valamit. A látszatot mindenképp fenn kell tartani!
Förgeteges áltevékenységbe fogtunk. (...) Az erődítések, forgóállványos főtornyok, fedezett utak – kaszárnyatípustervek ott álltak magas halomban, senkise vitte el, azt szaporítani senkinek sem volt kedve. Elkezdtünk tervezni „rajzolgatni” a magunk gyönyörűségére. S minthogy itt is, akárcsak kint, az én rajztáblámra figyeltek, én lettem az áltevékenység fókusza – királyszege. „Életet” játszottunk, mintha kint volnánk: megrendelősdit, építtetősdit. Ez abból adódott, hogy hetekig a magam álomvilláit terveltem-tornyoltam; hol azt játszottam, hogy „a pénz nem számít” hol azt hogy képletesen szólva „hátrakötött félkézzel és féllábon ugrálva”, olyan mesterséges limitációkat szabtam magam elé, amelyek megnehezítették az ábrándozást, de megnövelték izgalmát. Pl.: nem áll rendelkezésünkre más, mint közönséges égetett tégla, a cementet, a vasbetont, a vastartót felejtsük el; fa – az van, de további limitáció, hogy a maximális fesztáv négy méter. Mind e megkötések mulatságos faláttöréseket, térkapcsolásokat eredményeztek. (...)  Sorra vettem a kollégákat, mint „építtetőknek” meghallgattam kívánalmaikat és megterveztem álomházaikat. Ki egyszerűbbet kért, ökonomikusat és könnyen üzemeltethetőt, ki átmenő hallt, palotaszerű nagyképűséget akart, és én testükre szabva, sorra legyártottam mind.
(...)
Ám ahogy a mesében mondják: „ez is megvolt”; de „összekötőnk” többé nem jelentkezett s amikor beláttuk, hogy nem számíthatunk rá és nyoma veszett, újfent pánikba estünk. (...) Mentőötletem támadt. A smasszernép semmit nem gyanít s különben is, egytől egyig olyan hatökör, hogy ha kinézi a szemét rajta, akkor sem tudja, mi az a rajz: kaszárnya típusterve-e avagy az új Nemzeti Színház… Fejembe vettem, hogy megtervezem a főváros új Nemzeti Színházát, de oly tékozló szellemben, mint aki tudja, hogy akár a közadakozás, akár az állam: fizet, mint a köles hatványára emelt katonatiszt. 
Nemzeti Színházat egyszer százesztendőben építünk, a pénz nem számít. Hónapokat töltöttem ezzel az elaborátummal; a vázlatok után kikokszoltam a végleges tervet s utána 1:100 léptékben teljes tervkészletet készítettem, alaprajzokat, metszeteket, külső-belső távlati képek, apró részletek tömegét. Eleinte a Deák térre kontempláltam, de utóbb a Városliget pereme mellett döntöttem.
(...)
1951. nyár derekán járhattunk; egy szép napon, reggeliosztás után nagy csend szakadt a Házra.
Őr sehol.
Egyszerre mintha csörtető bölények törtek volna ránk, fegyveres ÁVÓ-s különítmény rontott be, végig az emeleten, zárkákba, rajzterembe. Törnek-zúznak, kirúgják a kecskebakot a rajztáblák alól, ki az asztalt az írógép alól, megtapossák a drága rajzeszközöket, széthányják a pauszpapírokat, könyveket-folyóiratokat, bennünket ide-oda kergetnek és püfölnek, ahol érnek. (...)

Bokáig gázoltak az ottfelejtett „I–D-Vonal, Déli Erődrendszer”, a „KK–350 Gyalogsági Kaszárnya” típusterveiben és rövid óra alatt, hogy felszámolták a börtönparadicsomot, már mi is úton voltunk kitudja-hová, teherautók ponyvái alatt és soha többé nem láttuk viszont a titkos mérnöki irodát. A Gyűjtőt a Belügy elragadta az Igazságügytől és a maga büntetőintézetének nyilvánította.

## Külső forrás
- Maj David R. Johnson, USAF: Review of Stalin’s Aviation Gulag by Leonid Lvovich Kerber. Aerospace Power Journal. [2007. június 19-i dátummal az eredetiből archiválva]. (Hozzáférés: 2010. április 11.)